# Alexandru Bădăuță
Alexandru Bădăuță (n. 14 iunie 1901, Zâmbreasca, Teleorman, România – d. 18 mai 1983, București, România) a fost un prozator, memorialist și eseist român.

## Biografie
S-a născut în satul Zâmbreasca, în familia agricultorilor Constantin și Elena Bădăuță (n. Popescu). A urmat școala primară în satul natal, Liceul „I.C. Brătianu” din Pitești (1912-1921), cursuri la École de Versailles (Paris) și Facultatea de Litere și Filosofie a Universității din București (absolvită în 1930). A lucrat inițial ca funcționar la Ministerul Finanțelor (1922-1925) și apoi ca funcționar superior (șef al Serviciul propagandei turistice, director, secretar general al Departamanetului propagandei românești) în cadrul Ministerului Propagandei Naționale. În această ultimă calitate, a întemeiat cinematografia documentară românească și Oficiul Național de Turism (în 1936), a organizat mai multe expoziții românești în străinătate, a elaborat și editat albume și ghiduri turistice: România (în colab., 1933), Arta populară românească (1936), Guide de la Roumanie (1940; distins cu Premiul Năsturel-Herescu al Academiei Române), Munții României (1942) etc. A descris pentru prima oară megalitul Sfinxul din Bucegi într-un număr din 1936 al revistei România, popularizând denumirea „Sfinxul românesc” ce apăruse în 1935 într-un articol din Buletinul Alpin. În anul 1944 este epurat din presă și va suferi o serie de privațiuni în anii regimului comunist, fiind condamnat la închisoare.
În afară de activitatea de animator al turismului românesc, Alexandru Bădăuță s-a remarcat ca publicist, critic literar și eseist. A debutat în plan literar cu pastelul „Morarul” publicat în 1919 în revista Nufărul din Alexandria, publicând câteva proze literare în revista Muguri din Câmpulung (Muscel), în Foaia tinerimii și la Cugetul românesc, apoi s-a orientat către critică literară și eseistică. A îndeplinit funcția de secretar de redacție la revistele culturale Cugetul românesc (1923-1924), Buletinul cultural (1925-1928), Viața literară (1926-1932) și Gândirea (1928-1931) și a colaborat la revistele Ramuri, Universul literar, Gândirea, România literară, Cele trei Crișuri, Preocupări literare, L’Europe orientale (Paris), Cuvântul literar și artistic, Țara de jos, România pitorească etc. Debutează editorial în 1927 cu volumul de eseuri Beethoven, după care publică volumul Note literare (1928), alcătuit din cronicile și foiletoanele critice publicate în presă, Priveliști românești (1932), în care evocă peisajul românesc, Ghidul balneo-climateric al României (1932, în română și în franceză), un album dedicat României (Leipzig, 1933, realizat în colaborare cu Kurt Hielscher), Ghidul Bucureștilor (în colaborare cu Alexandru Cicio Pop, publicat în 1935, iar în versiune franceză în 1936) ș.a.
A publicat ulterior literatură memorialistică în volumele Icoane argeșene (1944), în care-și descrie copilăria și anii de școală de la Pitești într-o notă sentimental-anecdotică, și O carte trăită. Amintiri din timpul primului război mondial (1977), în care descrie secvențe, momente și chipuri din perioada Primului Război Mondial.

## Decorații
- Ordinul „Coroana României” în gradul de Mare Ofițer (24 noiembrie 1941)[7]

## Opera
- Beethoven, București, 1927,
- Note literare, București, 1928;
- Priveliști românești, București, 1932;
- Guide balneo-climatique de la Roumanie, București, 1932;
- Argeș, Craiova, 1932;
- România, Natură, clădiri, viață populară, în colab. cu Kurt Hielscher, pref. de Octavian Goga, Leipzig, 1933 (versiune engleză, franceză, germană);
- Ustilling an Rumensk Folkekunst og Reiseliv. Arta populară românească, pref. de Thor Kielland, introd. de J. Bojer, Oslo, 1936;
- À travers la Roumanie, Bruxelles, 1936;
- Preziosi, București în 1869, București, 1936 (editare și prefață);
- Les Roumains, Paris, 1937;
- Vestiges archéologiques de Roumanie, Paris, 1937;
- Les monuments historiques de Roumanie, Paris, 1937;
- România la lucru, București, 1940 (versiune franceză, București, 1940);
- Guide de la Roumanie, București, 1940;
- Munții României, Craiova, 1942;
- Icoane argeșene, București, 1944;
- O carte trăită. Amintiri din timpul primului război mondial, pref. de George Muntean, București, 1977;
- Priveliști românești, cuvânt înainte de Șerban Cioculescu, postfață de Mircea Dumitrescu, București, 1983.